# Капсюльный замок
Ка́псюльный замок или Ударный замок — преемник ударно-кремнёвого замка в оружии. В нем для воспламенения заряда, по которому ударял ударник, использовался капсюль. Капсюльный замок был лучше кремнёвого замка: его было легче заряжать, он не зависел от погодных условий и был более надёжен, чем кремневый замок. Большое количество ружей с кремнёвыми замками были переделаны для использования с капсюльными замками.

## Механизм
Капсюльный механизм состоит из курка-молоточка, который похож на курок-ударник (курок с зажимом для кремня) в кремнёвых замках, и патрубка, на который надевают капсюль. В патрубке есть трубка ведущая в ствол. В капсюле находится химическая смесь которая называется гремучая ртуть или фульминат ртути. 
Курок ударял по капсюлю, (надетому на полый затравочный стержень — бранд-трубку, полость которого была соединена с каналом ствола) из-за чего гремучая ртуть взрывалась. Пламя, продвигаясь вниз по трубке патрубка, попадало в ствол, где поджигало заряд пороха. Кроме воспламенения порохового заряда капсюль также повышал давление в патроне до необходимого для начала устойчивого горения пороха.
через замочною доску D и личинку е проходит ось K, на одном конце которой заклинен курок, а на другом конце, между доской и личинкой, лодыжка со взводом. Лодыжка несет на себе шарнирную серьгу C, подвешенную к свободному концу B боевой пружины, другое перо а которой нажимает на крючок т. При оттягивании курка назад лодыжка с помощью серьги тянет конец B пружины вниз и, таким образом, сжимает ее, а шептало крючка m заскакивает во взводы ладыжки и удерживает боевую пружину во взведенном положении. При нажатии на спуск крючок отводится задним концом кверху, и шептало его выходит из боевого взвода; тогда курок, под действием боевой пружины, ударяет по капсюлю.
Такой замок был прост, дешёв и очень надёжен. Конструкция механизма его курка по сути полностью повторяла давно освоенный в производстве ударно-кремнёвый (брандтрубку замка крепили вместо затравочной полки кремнёвого замка), что значительно упрощало переход. К 1840-м годам он вытеснил кремнёвый в армиях практически всех развитых стран. Изначально капсюли были созданы как независимый воспламеняющий элемент для замены отдельно насыпаемого на полку кремнёвого замка чёрного пороха. Такие капсюли представляли собой просто колпачок из мягкого металла (обычно красной меди или мягкой латуни) с ударным составом внутри. Для удобства надевания на брандтрубку замка капсюль часто имел дополнительные центрирующие лепестки, хорошо заметные на приведённых фото. Впоследствии, с устареванием капсюльных замков (большинство из которых были просто переделками старых кремнёвых), капсюль из отдельного элемента превратился в составную часть унитарного патрона к стрелковому оружию и утратил центрирующие лепестки.
- Капсюльный пистолет военно-морского флота Франции, модель 1837
- Детали замка пистолета
- Порядок заряжания капсюльного револьвера
- Патрубки капсюльных замков.
- Капсюли
- Ударное (капсюльное) гладкоствольное пехотное ружьё образца 1845 года. 5:замочная доска, 9: личинка, 10: спуск с шепталом

## История
Ударно-кремнёвый замок был склонен к частым осечкам и потому требовал внимания и ухода. Обычные причины осечки — стёртый или плохо закреплённый кремень, изношенное огниво, забитое нагаром затравочное отверстие. Затравочный порох на полке хоть и был защищён подпружиненной крышкой, но всё же со временем отсыревал и приходил в негодность. Поэтому держать оружие в заряженном состоянии долгое время было нельзя, порох на полке необходимо было периодически менять. При этом даже исправный замок мог давать до 15 осечек на 100 выстрелов. В боевых же условиях процент осечек был даже выше — обычно около четверти всех выстрелов. Стрелок отмерял затравочный порох на глаз, и потому мог ошибиться и насыпать меньше или больше, чем нужно. Если к тому же порох на полку приходилось отсыпать из готовой навески (патрона), то и основной заряд получался разным от выстрела к выстрелу, и точности стрельбы это не улучшало. При выстреле над полкой образовывалось плотное облако порохового дыма, на время закрывавшее стрелку обзор.
Капсюльный замок появился в начале XIX века, изначально в охотничьем оружии. Он использовал химическое взрывчатое вещество на основе гремучей ртути (фульмината ртути), заключённое в металлический колпачок — капсюль, или «пистон». Зачаточная ударная система была разработана преподобным Александром Джоном Форсайтом как решение проблемы демаскирования позиции стрелка использующего кремнёвый замок с открыто расположенной пороховой полкой, когда вспышка и дым от пороха в его кремнёвом ружье пугали птиц на охоте. Его изобретение — механизм капсюля на базе гремучей ртути не вспугивал птиц, и также сократил время проходившее после нажатия на спусковой крючок и выстрелом. Форсайт запатентовал свою систему зажигания в 1807 году. Изобретение Форсайта представляло собой хитроумное устройство получившее название «scent-bottle lock» (то есть «флаконное устройство», из-за сходства зарядного цилиндра с флаконом для духов) объединявшее ударник, наковальню и запас гремучей ртути в коробке которую, перед выстрелом надо было провернуть вокруг своей оси для того, чтобы доза гремучей ртути попала под ударник. Тем не менее изобретатель по всей видимости не был заинтересован в коммерческом использовании своего решения и обычная капсюльная система появилась только после окончания действия патента Форсайта. 
Капсюль в металлическом колпачке открытого типа был создан либо в 1814 году американцем Д. Шоу (что признаётся спорным, поскольку патент на изобретение был получен в 1822 году), либо в 1818 году французским оружейником и изобретателем Франсуа Прела (фр. François Prélat), который ещё в 1808-м совместно с швейцарцем Ж. С. Паули создал первый в мире унитарный патрон. Прела получил патент на капсюль («медную воспламеняющую крышечку») для изобретённых им ранее патронов центрального боя. Об изобретении унитарного патрона немедленно было доложено Наполеону, который весьма заинтересовался изобретением Прела и поручил произвести испытания новых ружей. Но внедрению подобного оружия помешало падение Французской империи и отречение Наполеона. Однако в последний год наполеоновских войн на вооружении французской армии начали появляться первые образцы нового типа ружей, в которых кремнёвый замок был замещён более надёжной и простой капсюльной системой воспламенения.
Капсюльный замок в целях экономии использовался и на большей части ранних массовых казнозарядных винтовок, таких, как винтовка системы Шарпса времён Гражданской войны в США или принятая в России винтовка Терри-Нормана. В США первым ружьем с капсюльным замком был укороченный вариант казнозарядного ружья M 1819 Hall rifle принятый на службу в 1833 году.
Для казнозарядной системы необходимость перед каждым выстрелом надевать на затравочный стержень капсюль была явным анахронизмом. В США иногда использовалось так называемое приспособление Майнарда, в котором вместо капсюлей использовалась бумажная лента с лепёшками капсюльного состава, которую протягивал специальный механизм при взведении курка, так, что каждый раз новая лепёшка оказывалась напротив затравочного отверстия (см. английскую статью). Впоследствии многие казнозарядные капсюльные винтовки были переделаны для стрельбы унитарными патронами, но при этом часто сохраняли замок с внешним курком, который в несколько переделанном виде использовался в качестве ударно-спускового механизма для разбития капсюля, заделанного в донце патрона — хорошим примером чего может послужить русская винтовка Крнка, замок которой был аналогичен замку пехотного ружья образца 1845 года.
В то время, как в военных винтовках внешние курки на осях очень быстро оказались вытеснены более простыми курками прямого хода, как у винтовок системы Бердана № 1 и 2, на охотничьих ружьях устройство спускового механизма, по сути аналогичное капсюльному замку, сохранялось ещё очень долго, иногда встречается и в наше время (подкладной замок, сайд-лок).

## Современные дульнозарядные винтовки
Во многих странах и в особенности в США современное дульнозарядное оружие ставится в особое положение и его использование в охоте поощряется разными способами, как например уменьшение стоимости лицензии, продление сроков охоты, или иными преференциями. Поскольку считается, что охота с дульнозарядным оружием менее добычливая, но более спортивная, любители такого оружия могут продлить себе охотничий сезон. В ружьях и винтовках такого типа используется дымный порох и капсюли, которые продаются для любителей перезаряжания стреляных гильз. Для винтовок, например, используются мощные капсюли для патронов к дробовикам 12-го или 10-го калибров. В России современные реплики длинноствольного, более 800 мм, старинного дульнозарядного оружия можно приобрести без лицензии и не регистрировать, но охотиться с таким оружием нельзя. Дульнозарядное оружие для охоты должно приобретаться в том же порядке, что и казнозарядное. Короткоствольное дульнозарядное оружие запрещено. 

## Применение ударного капсюля в современных запальных механизмах
Как правило, большинство военных мин-ловушек содержат какой-либо пружинный ударник, который наносит удар по ударному капсюлю, который подключен к детонатору. Взрыватель вставляют в взрывной заряд - например, C4 или шашку TNT. Взводят мину (например, извлекают чеку или проволоку) отпуская ударник, который движется вперед и наносит удар по капсюлю, а капсюль уже подрывает детонатор. В результате ударная волна от детонатора подрывает основной заряд взрывчатки.
- Советский запал для мины-ловушки: обычно к чеке присоединяли вытяжной шнур. Четко видно ударный капсюль.
- Другой советский запал для мины-ловушки: обычно к чеке присоединяли вытяжной шнур. Четко видно ударный капсюль.
- Советский запал нажимного действия: человек наступал на дощечку, которая нажимала на ударник.
- Японская граната Type 99 в разрезе. Изображен ударный запал.
- Изображение немецкого запала для S-мины.

## Комментарии
1. ↑  «…Зверобой взял оружие из рук приятеля и взвел курок. На полке был порох, затвердевший, как шлак, под действием времени, сырости и давления… Это открытие озадачило индейца, который привык ежедневно обновлять затравку своего ружья и тщательно осматривать его. — Белые люди очень небрежны, — сказал Зверобой, покачивая головой…» — Фенимор Купер, «Зверобой, или Первая тропа войны», 1841
2. ↑  Характерную сцену см. у М. Ю. Лермонтова в «Герое нашего времени», глава «Фаталист». Осечка пистолета в руках Вулича воспринимается окружающими как не самое вероятное, но вполне обычное событие.